# Magic Roundabout (rotonde)

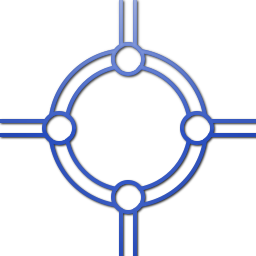
Schematische weergave van een Magic Roundabout met vier minirotonden

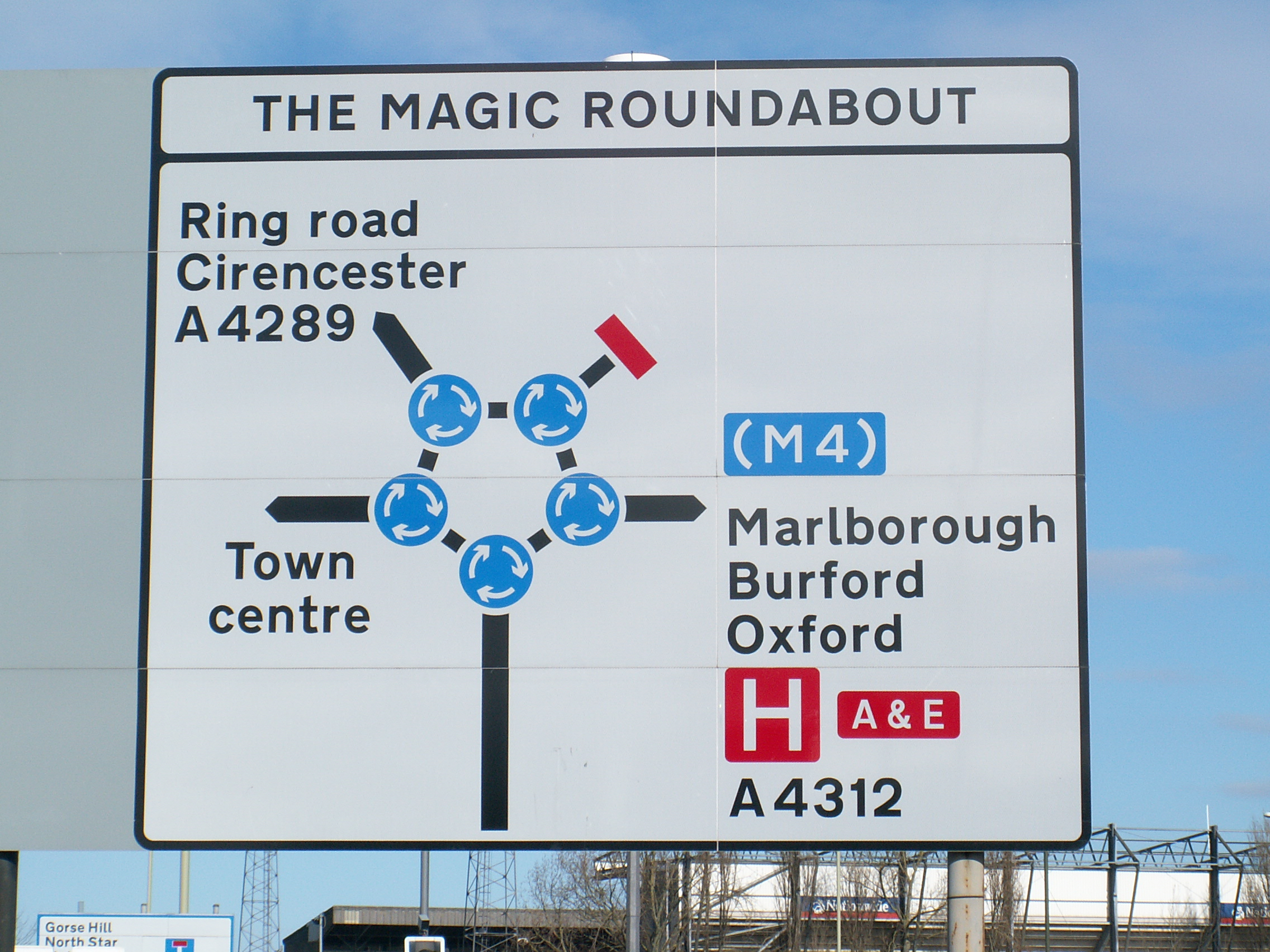
Magic Roundabout bij Swindon

Een Magic Roundabout ('magische rotonde') is een type rotonde ontwikkeld door Frank Blackmore (1916-2008), ingenieur bij het Britse Transport Research Laboratory (toen nog Transport and Road Research Laboratory geheten), om de problemen van congestie bij rotonden met veel zijwegen te ondervangen. Hij was eveneens de uitvinder van de minirotonde.

## Beschrijving
De rotonde bestaat uit een grote rotonde met bij de zijstraten een minirotonde. Om elke minirotonde gaat het verkeer met de klok mee, zoals gebruikelijk in Groot-Brittannië; om de grote rotonde mag zowel met de klok mee als tegen de klok in worden gereden om naar de volgende minirotonde te komen.
Het knooppunt is ook op te vatten als een ringvormige weg met tweerichtingsverkeer, met een gewone rotonde bij elke zijweg.
Het idee van de Magic Roundabout is dat de bestuurders de kortste weg kiezen en dus afhankelijk van hun bestemming links- dan wel rechtsom rijden.
De naam is afgeleid van een bekend Brits kinderprogramma, The Magic Roundabout.

## Magic Roundabouts

### Swindon
De eerste Magic Roundabout was die in Swindon (Engeland), aangelegd in 1972. De rotonde bestaat uit één grote rotonde bestaande uit vijf minirotonden. De rotonde ligt vlak bij de County Ground, het stadion van Swindon Town FC.
De officiële naam was County Ground roundabout, maar niemand gebruikte deze naam. De officiële naam is eind jaren negentig daarom veranderd in Magic Roundabout.
De rotonde wordt gezien als onoverzichtelijk en werd zelfs verkozen tot slechtste kruispunt van Groot-Brittannië, maar er gebeuren weinig ongelukken. Dit komt doordat de meeste bestuurders afremmen wanneer ze de rotonde naderen, omdat ze niet goed zien hoe ze over de rotonde moeten rijden.

### Colchester
De Magic Roundabout in Colchester (Engeland) werd eveneens aangelegd in 1972. De rotonde bestaat uit één grote rotonde en vijf minirotonden. De aanleg stuitte op verzet bij de plaatselijke bevolking, omdat grote delen van een nabijgelegen begraafplaats ervoor moesten worden opgeofferd.

### Hemel Hempstead
De Magic Roundabout in Hemel Hempstead (Engeland) werd aangelegd in 1973. De rotonde staat ook bekend als de Moor End- of Plough-rotonde. De rotonde bestaat uit één grote rotonde en zes minirotonden.

### High Wycombe
De Magic Roundabout in High Wycombe (Engeland) heet officieel de Abbey Way Gyratory en bestaat uit één grote rotonde en vijf minirotonden.
Berenkuil · Hondenbot · Magic Roundabout · Ov(at)onde · Stuiverknooppunt · Turborotonde · Verkeersplein